# عبد الكريم الموسوي الأردبيلي
عبد الكريم موسوي أردبيلي ((بالفارسية: عبد الكریم موسوی اردبیلی)) (مواليد 28 يناير 1926 - 23 نوفمبر 2016)، سياسي وعالم دين ومرجع شيعي إيراني. تولى رئاسة السلطة القضائية الإيرانية بعد اغتيال محمد بهشتي في 28 يونيو 1981 إلى 30 يونيو 1989. كان رئيس جامعة مفيد.

## نشأته
عبد الكريم بن عبد الرحيم الموسوي الأردبيلي ولد في محافظة أردبيل، بدأت دراستة في الكتاتيب وهو في عمر الست سنوات بعدها التحق بمدرسة الملاّ إبراهيم العلمية لمواصلة الدراسة الحوزوية في مسقط رأسه حيث درس فيها المقدمات.
و في عام 1943 م هاجر إلى مدينة قم لدراسة السطوح في المدرسة الفيضية، وظل هناك ثلاث سنوات، ثم رحل إلى مدينة النجف وواصل هناك دراسته للعلوم الحوزوية إلى أن اضطر في عام 1948م من العودة إلى إيران بسبب الحالة الصحية لوالده واستقر في قم حيث اشترك في بحث الخارج للفقه والأصول. وكان له هناك انشطه آخرى كالتدريس والتبليغ وتأسيس مجلة المدرسة الإسلامية، إلّا أنّه لتدهورٌ في صحته عاد إلى مسقط رأسه عام 1960 وظل هناك وقام فيه بالعديد من الأنشطة إلى عام 1968م انتقل إلى طهران وهناك أصبح إمام جماعة مسجد أمير المؤمنين وواصل تدريسه في الحوزة، وفي عام 1989 عاد واستقر في مدينة قم إلى الآن.

## أساتذته
1. أبو القاسم الخوئي.
2. حسين الطباطبائي البروجردي.
3. محمد حسين الطباطبائي.
4. محسن الحكيم
5. حسين البروجردي.
6. محمد كاظم الشيرازي.
7. عبد الهادي الشيرازي
8. روح الله الخميني.
9. محمد كاظم آل ياسين.
10. أحمد الخونساري.
11. مهدي المازندراني.
12. المحقق الداماد.

## مؤلفاته
1. فقه القضاء
2. فقه الحدود والتعزيرات
3. فقه الديات
4. فقه القصاص
5. فقه الشركة والتأمين
6. فقه المضاربة
7. فقه الشهادات
8. حاشية على الخيارات والمكاسب
9. تقريرات بحوث السيد الحكيم والسيد الخوئي رحمهما الله في الفقه والاصول
10. الاقتصاد
11. جمال ابهى
12. نهج الرشاد
13. مناسك الحج

## وفاته
توفي عبد الكريم الموسوي الأردبيلي في صفر عام 1438 قمري 2016 ميلادي عن عمر يناهز 91 عاماً أثر إصابته بجلطة قلبية.